# Квемо-Шавшвеби
Квемо-Шавшвеби (груз. ქვემო შავშვები) — село в Грузии, на территории Горийского муниципалитета края (мхаре) Шида-Картли.

## География
Село находится в центральной части Грузии, на северном склоне хребта Кверинаки, на расстоянии приблизительно 10 километров (по прямой) к северо-востоку от города Гори, административного центра муниципалитета. Абсолютная высота — 742 метра над уровнем моря.

## Население
По результатам официальной переписи населения 2014 года в Квемо-Шавшвеби проживал 193 человека (98 мужчин и 95 женщин). В национальной структуре населения грузины составляли 97,4 %, турки — 2,1 %.
| Год  | Население, человек |
| ---- | ------------------ |
| 2002 | 225                |
| 2014 | ↘ 193              |